# Боярский, Александр Иванович
Алекса́ндр Ива́нович Боя́рский (при рождении Сегенюк; 17 мая 1885, село Копытово, Влодавский уезд, Седлецкая губерния — 9 сентября 1937, Суздаль Ивановской области) — деятель обновленчества, с 1933 года — архиепископ Ивановский и Кинешемский. До 1922 года — протоиерей Русской православной церкви.

## Биография
В 1901 году был исключён из семинарии за «толстовство» и «вольнодумство», затем ему разрешили завершить образование. В 1906 году окончил Волынскую духовную семинарию, после чего поступил в Санкт-Петербургскую духовную академию.
Ещё в студенческие годы проявил интерес к рабочему вопросу, проводил на постоянной основе беседы среди рабочих Спасо-Петровской мануфактуры.

### Церковное служение в Царстве Польском и Западном Крае
В 1910 году окончил Санкт-Петербургскую духовную академию со степенью кандидата богословия и стал преподавателем Холмской духовной семинарии.
15 сентября 1911 году назначен настоятелем Александро-Невской церкви посёлка Кибарты Волковышского уезда Сувалкской губернии близ пограничной станции Вержболово Северо-Западной железной дороги. В том же месяце был рукоположён в сан диакона и священника.
18 октября 1914 года назначен преподавателем Саратовской духовной семинарии. Назначение было отменено.
29 ноября 1914 года назначен помощником смотрителя Варшавского духовного училища. В декабре 1914 года был награждён бархатной фиолетовой скуфьёй.
28 мая 1915 года назначен помощником смотрителя Виленского духовного училища.

### «Рабочий батюшка»
23 сентября 1915 года назначен священником Троицкой церкви при Ижорском заводе города Колпино Царскосельского уезда Петроградской губернии. Одновременно назначен законоучителем училища лекарских помощниц и фельдшериц Петрограда.
Уже вскоре в приходе были созданы бесплатная столовая, приходской кооператив, огород и пасека, велась благотворительная деятельность, проводились лекции на церковно-общественные темы. В «Истории фабрик и заводов», изданной в СССР в 1930-е годы, отмечалось влияние молодого священника на рабочих Обуховского завода. По словам А. Э. Краснова-Левитина, «он замечал каждую мелочь, видел людей насквозь, знал, как и кому помочь. К нему шли все бедняки, пропойцы, люмпены. Поговорит, поругает, а потом придумает практический выход, устроит и поможет. Удивительная черта была в Боярском: естественно и просто говорить обо всём».
16 февраля 1916 года назначен исполняющим должность настоятеля Троицкой церкви при Ижорском заводе Колпино.
1 марта 1916 года уволен от духовно-учебной службы, в связи с переходом в Ведомство военного и морского духовенства.
Подал прошение о перемене фамилии отца на фамилию матери. 7 августа 1916 года высочайшим повелением Александру Сегенюку с семейством разрешено именоваться фамилией Боярский.
Был сторонником церковных реформ. Сблизился на этой почве с молодым священником Александром Введенским. Создал при храме молодёжный «кружок церковных реформаторов». 17 марта 1917 года стал одним из организаторов Всероссийского союза демократического православного духовенства и мирян. 3 мая 1917 года награждён наперсным крестом, от Святейшего Синода выдаваемым.
В 1917 году был избран гласным Колпинской городской думы, выступал с демократических позиций, был сторонником «христианского социализма». По словам А. Э. Краснова-Левитина, «народник, человек практической смётки, хорошо знающий жизнь, умевший и любивший просто и понятно говорить о самых сложных вещах, Боярский пользовался огромным уважением в рабочей среде».
С 23 августа 1917 по 16 января 1918 года был членом Духовного Правления при протопресвитере военного и морского духовенства.
29 марта 1918 года назначен настоятелем Троицкого собора в Колпине.
Вместе с Введенским и рядом других сторонников церковных реформ входил в состав редакционного комитета журнала «Соборный разум», редактировал его общественный отдел. Выступал за «социально ориентированную церковь», которая бы выступала на стороне трудового народа, так как «на его стороне правда». Несмотря на это, друзья в 1918 году издали номер, посвящённый памяти святого Иоанна Кронштадтского, возвеличивая его как духовного отца и церковного деятеля, не упоминая о его крайне правых политических взглядах.
Преподавал пастырское богословие в Петроградском богословском институте в 1920—1922. В 1921—1922 годы являлся профессором данного института. Весной 1921 года был возведён в сан протоиерея.
29 июля 1921 года был арестован по обвинению в контрреволюционной агитации, когда как пример хорошего отношения Советской власти к православию и уважения права христиан не благословлять войны привёл случай, что не подвергся никаким репрессиям при отказе написать воззвание к православным верующим выступить на защиту Петрограда от наступавших войск Юденича и белоэстонцев и дать пастырское благословение красноармейцам. Этот пример расценили как издевательство над атеистической властью и клевету на неё. Прошение о его освобождении подписали 1400 рабочих, за него хлопотал Максим Горький, писал Ленину, однако священник всё равно был приговорён к году принудительных работ с высылкой за пределы Петроградской губернии. Находясь в заключении, обратился к уполномоченному губернской ЧК с просьбой не смешивать его с «контрреволюционными попами» и разрешить участвовать в помощи голодающим. Заявил, что принимал очень многое из программы коммунистов, кроме разрешения религиозного вопроса.
3 сентября 1921 года постановлением Президиума Петроградской губернской ЧК приговорён к 1 году принудительных работ, с высылкой за пределы Петроградской губернии. 31 октября 1921 года был освобождён.

### Обновленческий деятель
В мае 1922 года стал одним из лидеров инспирированного властями обновленческого раскола. 18 мая 1922 года стал одним из учредителей ВЦУ.
Обвинил «реакционное духовенство», правда, в целом, без имён, в равнодушии к судьбе голодающих Поволжья (в духе официальной советской пропаганды того времени). Стал настоятелем Успенского храма, членом Петроградского епархиального управления. Но на судебном процессе над ложно обвинявшимися в саботаже помощи голодающим священномучениками митрополитом Вениамином, архимандритом Сергием (Шеиным), адвокатом И. М. Ковшаровым, профессором Ю. П. Новицким и другими (1922) выступал свидетелем защиты.
6 июля 1922 года подписал «Ходатайство группы духовенства Живой церкви» о помиловании приговорённых к расстрелу по делу петроградского духовенства и верующих, авторы которого «преклоняясь перед судом рабоче-крестьянской власти», ходатайствовали перед Петрогубисполкомом «о смягчении участи всех церковников, осуждённых высшей мерой наказания, в особенности: Чельцова, Казанского, Елачича, Плотникова, Чукова, Богоявленского, Бычкова и Шеина».
С 28 июля 1922 года — член обновленческого Петроградского Епархиального Управления. 4 ноября 1922 года награждён митрой.
Первоначально примкнул к обновленческой группировке «Живая церковь». Однако уже осенью того же года ушёл из неё вместе со Введенским — они стали лидерами вновь созданной более умеренной организации — Союз общин древлеапостольской церкви.
С конца 1922 года по 1923 года был настоятелем Преображенского собора Петрограда. В марте 1923 года участник Всероссийского съезда СОДАЦ.
В апреле-мае 1923 года участвовал в первом обновленческом поместном соборе. «Его доклад по вопросу о мощах от 4 мая 1923 года очень мало отличался от антирелигиозных статей, в которых на все лады передавались анекдоты о злоупотреблениях и обманах духовенства, К чести Собора, следует отметить, что доклад вызвал единодушное возмущение».
8 мая 1923 года избран членом обновленческого ВЦС.
10 июля 1923 года в Петрограде состоялось экстренное пастырско-мирянское собрание, созванное по случаю освобождения Патриарха Тихона. На нём присутствовало 268 священнослужителей и 128 прихожан. Вёл собрание Боярский, но доклад его постоянно прерывался шумом и криками. Слова же «о будущих планах Тихона» были встречены издевательскими возгласами: «Откуда вы знаете — он же вас прогнал?!» Резолюция Боярского, осуждающая Патриарха, была отклонена подавляющим числом голосов. И собрание постановило «воздержаться от определения каких-нибудь новых отношений к бывшему Патриарху Тихону до решения его дела в гражданском отношении».
8 августа 1923 года член Всероссийского обновленческого Синода.
С марта 1924 года был преподавателем Ленинградского высшего богословского института. С 1924 года член Ленинградского Епархиального Управления. С 24 ноября 1924 года — член президиума Всероссийского обновленческого Синода.
4 апреля 1925 года был арестован, но в мае того же года освобождён. В октябре 1925 года — участник «3-го Всероссийского Поместного Собора» (второго обновленческого), на котором избран членом Всероссийского обновленческого Синода.
В 1924—1930 годах был настоятелем ленинградского храма Спаса-на-Сенной, одновременно оставался и настоятелем Троицкого храма в Колпине. Одновременно с 1925 года — заместитель настоятеля Казанского кафедрального собора г. Ленинграда.
В январе — августе 1926 года был также настоятелем Исаакиевского собора.
С 16 апреля 1926 года — член центрального миссионерского совета при Всероссийском обновленческом Синоде. 17 апреля 1926 года избран делегатом на планировавшийся Вселенский Собор. В 1926 году возведён обновленцами в сан протопресвитера.
В 1927 году был арестован, но вскоре освобождён.
8 июня 1927 года избран членом президиума Северо-Западного Областного митрополичьего церковного управления, заведующим административным отделом.
Преподавал практическое богословие в Ленинградском богословском институте. Устраивал в своём храме «детские всенощные», которые совершались по особому, весьма сокращённому чину. Во время этих всенощных дети пели, читали, прислуживали и звонили — взрослым разрешалось только стоять у стен по периметру храма.
Священник Сергий Желудков вспоминал со слов своего знакомого об одном из эпизодов жизни Боярского. Когда отец Александр, уже будучи обновленцем, говорил проповедь

вдруг его прервали из народа возгласом: «Знаем мы вас! Все вы на Гороховую бегаете!»… На Гороховой улице было здание ВЧК-ОГПУ. Реакция священника была мгновенна. Он прервал проповедь и ответил с горячей убеждённостью: «Александр Невский тоже в Орду ездил. Надо было ему — и ездил. И мы: надо нам — вот мы и бегаем!»…

По семейным воспоминаниям, Боярский

был по духу и по складу ума философ, и при этом в жизни, в быту отличался поразительной непосредственностью и даже наивностью. Он, к примеру, вечно приводил с улиц и вокзалов каких-то «сирых и убогих», будучи не в состоянии пройти мимо человеческого горя. Частенько эти «сирые» исчезали из дома, прихватив серебряные ложки. Но это не делало Александра Ивановича менее хлебосольным.
В 1930 году назначен настоятелем Троицкого (Колпинского) собора города Ленинграда. В начале 1932 года командирован в распоряжение Ивановского областного митрополитанского церковного управления.
1 мая 1932 года, за дезорганизацию приходской жизни в Троицком (Колпинском) соборе и, отчасти, в Спасо-Успенском (Сенновском) соборе г. Ленинграда, уволен из Ленинградской епархии за штат. В мае 1932 года принят в Ивановскую митрополию и назначен настоятелем Троицко-Успенской общины года Кинешмы. Существует версия, что его активная деятельность не нравилась атеистическим властям, которые в условиях ликвидации НЭПа перестали делать серьёзную ставку на обновленческое движение.

### Обновленческий архиепископ Ивановский
В мае 1932 года принят в Ивановскую митрополию и назначен настоятелем Троицко-Успенской общины Кинешмы. В марте 1933 года, будучи в браке, хиротонисан во епископа Ивановского и Кинешемского, управляющего Ивановской митрополией. Хиротонию совершали митрополит Александр (Введенский) и архиепископ Георгий Жук. В 1933 году назначен председателем Ивановского областного митрополитанского церковного управления. Кафедра располагалась в Преображенской церкви Иванова. В конце 1933 года возведён в сан архиепископа.

### Арест, тюрьма, расстрел
17 марта 1936 года был арестован в Иваново по доносу заштатного обновленческого епископа Николая Автономова. Обвинён в антисоветской агитации и в том, что объединял вокруг себя «реакционно и фашистски настроенную» часть обновленческого духовенства, высланную из Ленинграда и области. Проходил по одному делу с другим обновленческим иерархом — Константином Александровичем Смирновым. Постановлением Особого совещания НКВД СССР от 15 июля 1936 года приговорён к пяти годам заключения. Этапирован в Ярославскую тюрьму. Переведён в Суздальскую тюрьму, располагавшуюся в Спасо-Ефимьевом монастыре.
9 сентября 1937 года осуждён к расстрелу, приговор в тот же день был приведён в исполнение в тюрьме в Суздале. По мнению А. Э. Краснова-Левитина, среди деятелей обновленчества он один вошёл в историю в ореоле мученика.

## Семья
- Отец — Иван Иванович Сегенюк, псаломщик.
- Мать — Феликса Венедиктовна Сегенюк (Боярская), из польских православных дворян, предположительно из харьковской ветви рода Боярских[7].
- Брат — Иван Иванович Сегенюк, участник Первой мировой войны, затем служил в Красной армии, в 1921 был командиром 8-й батареи воздушной бригады.
- Жена — Екатерина Николаевна Боярская (Бояновская) (1887—1956), дочь директора[8] государственного банка Николая Игнатьевича Бояновского. В 1946—1956 годы преподавала английский и французский языки в Ленинградской духовной академии.
  - Сын — Алексей Боярский (1912—1966) — актёр. Работал в ансамбле Рохлина
  - Сын — Павел Боярский (1915 г.р.). — инженер, участник Великой Отечественной войны. Лейтенант 273 минп 2 гв. тк
  - Сын — Сергей Боярский (31.12.1916 — 1.03.1976) — актёр.
    - Внук — Александр Боярский (10.07.1938—8.09.1980) — актёр.
    - Внук — Михаил Боярский (род. 26.12.1949) — актёр.
      - Правнучка — Елизавета Боярская (род. 20.12.1985) — актриса.

  - Сын — Николай Боярский (10.12.1922 — 7.10.1988) — актёр.
    - Внук — Олег Штыкан (род. 18.11.1945).
    - Внучка — Екатерина Боярская — театровед, литератор, автор книги «Театральная династия Боярских».

|                  |                  |                  |                  |                  |                  |  |  |                   |                   |                   |                   |                   |                   |  |  | Александр Боярский (1885—1937) | Александр Боярский (1885—1937) | Александр Боярский (1885—1937) | Александр Боярский (1885—1937) | Александр Боярский (1885—1937) | Александр Боярский (1885—1937) |  |  | Екатерина Бояновская (1887—1956) | Екатерина Бояновская (1887—1956) | Екатерина Бояновская (1887—1956) | Екатерина Бояновская (1887—1956) | Екатерина Бояновская (1887—1956) | Екатерина Бояновская (1887—1956) |  |  |                                |                                |                                |                                |                                |                                |  |  |                              |                              |                              |                              |                              |                              |
|                  |                  |                  |                  |                  |                  |  |  |                   |                   |                   |                   |                   |                   |  |  | Александр Боярский (1885—1937) | Александр Боярский (1885—1937) | Александр Боярский (1885—1937) | Александр Боярский (1885—1937) | Александр Боярский (1885—1937) | Александр Боярский (1885—1937) |  |  | Екатерина Бояновская (1887—1956) | Екатерина Бояновская (1887—1956) | Екатерина Бояновская (1887—1956) | Екатерина Бояновская (1887—1956) | Екатерина Бояновская (1887—1956) | Екатерина Бояновская (1887—1956) |  |  |                                |                                |                                |                                |                                |                                |  |  |                              |                              |                              |                              |                              |                              |
|                  |                  |                  |                  |                  |                  |  |  |                   |                   |                   |                   |                   |                   |  |  |                                |                                |                                |                                |                                |                                |  |  |                                  |                                  |                                  |                                  |                                  |                                  |  |  |                                |                                |                                |                                |                                |                                |  |  |                              |                              |                              |                              |                              |                              |
|                  |                  |                  |                  |                  |                  |  |  |                   |                   |                   |                   |                   |                   |  |  |                                |                                |                                |                                |                                |                                |  |  |                                  |                                  |                                  |                                  |                                  |                                  |  |  |                                |                                |                                |                                |                                |                                |  |  |                              |                              |                              |                              |                              |                              |
| Алексей Боярский | Алексей Боярский | Алексей Боярский | Алексей Боярский | Алексей Боярский | Алексей Боярский |  |  | Павел Боярский    | Павел Боярский    | Павел Боярский    | Павел Боярский    | Павел Боярский    | Павел Боярский    |  |  | Сергей Боярский (1916—1976)    | Сергей Боярский (1916—1976)    | Сергей Боярский (1916—1976)    | Сергей Боярский (1916—1976)    | Сергей Боярский (1916—1976)    | Сергей Боярский (1916—1976)    |  |  | Екатерина Мелентьева (1920—1992) | Екатерина Мелентьева (1920—1992) | Екатерина Мелентьева (1920—1992) | Екатерина Мелентьева (1920—1992) | Екатерина Мелентьева (1920—1992) | Екатерина Мелентьева (1920—1992) |  |  | Николай Боярский (1922—1988)   | Николай Боярский (1922—1988)   | Николай Боярский (1922—1988)   | Николай Боярский (1922—1988)   | Николай Боярский (1922—1988)   | Николай Боярский (1922—1988)   |  |  | Лидия Штыкан (1922—1982)     | Лидия Штыкан (1922—1982)     | Лидия Штыкан (1922—1982)     | Лидия Штыкан (1922—1982)     | Лидия Штыкан (1922—1982)     | Лидия Штыкан (1922—1982)     |
| Алексей Боярский | Алексей Боярский | Алексей Боярский | Алексей Боярский | Алексей Боярский | Алексей Боярский |  |  | Павел Боярский    | Павел Боярский    | Павел Боярский    | Павел Боярский    | Павел Боярский    | Павел Боярский    |  |  | Сергей Боярский (1916—1976)    | Сергей Боярский (1916—1976)    | Сергей Боярский (1916—1976)    | Сергей Боярский (1916—1976)    | Сергей Боярский (1916—1976)    | Сергей Боярский (1916—1976)    |  |  | Екатерина Мелентьева (1920—1992) | Екатерина Мелентьева (1920—1992) | Екатерина Мелентьева (1920—1992) | Екатерина Мелентьева (1920—1992) | Екатерина Мелентьева (1920—1992) | Екатерина Мелентьева (1920—1992) |  |  | Николай Боярский (1922—1988)   | Николай Боярский (1922—1988)   | Николай Боярский (1922—1988)   | Николай Боярский (1922—1988)   | Николай Боярский (1922—1988)   | Николай Боярский (1922—1988)   |  |  | Лидия Штыкан (1922—1982)     | Лидия Штыкан (1922—1982)     | Лидия Штыкан (1922—1982)     | Лидия Штыкан (1922—1982)     | Лидия Штыкан (1922—1982)     | Лидия Штыкан (1922—1982)     |
|                  |                  |                  |                  |                  |                  |  |  |                   |                   |                   |                   |                   |                   |  |  |                                |                                |                                |                                |                                |                                |  |  |                                  |                                  |                                  |                                  |                                  |                                  |  |  |                                |                                |                                |                                |                                |                                |  |  |                              |                              |                              |                              |                              |                              |
|                  |                  |                  |                  |                  |                  |  |  |                   |                   |                   |                   |                   |                   |  |  |                                |                                |                                |                                |                                |                                |  |  |                                  |                                  |                                  |                                  |                                  |                                  |  |  |                                |                                |                                |                                |                                |                                |  |  |                              |                              |                              |                              |                              |                              |
|                  |                  |                  |                  |                  |                  |  |  | Ольга Разумовская | Ольга Разумовская | Ольга Разумовская | Ольга Разумовская | Ольга Разумовская | Ольга Разумовская |  |  | Александр Боярский (1938—1980) | Александр Боярский (1938—1980) | Александр Боярский (1938—1980) | Александр Боярский (1938—1980) | Александр Боярский (1938—1980) | Александр Боярский (1938—1980) |  |  | Михаил Боярский (род. 1949)      | Михаил Боярский (род. 1949)      | Михаил Боярский (род. 1949)      | Михаил Боярский (род. 1949)      | Михаил Боярский (род. 1949)      | Михаил Боярский (род. 1949)      |  |  | Лариса Луппиан (род. 1953)     | Лариса Луппиан (род. 1953)     | Лариса Луппиан (род. 1953)     | Лариса Луппиан (род. 1953)     | Лариса Луппиан (род. 1953)     | Лариса Луппиан (род. 1953)     |  |  | Екатерина Боярская           | Екатерина Боярская           | Екатерина Боярская           | Екатерина Боярская           | Екатерина Боярская           | Екатерина Боярская           |
|                  |                  |                  |                  |                  |                  |  |  | Ольга Разумовская | Ольга Разумовская | Ольга Разумовская | Ольга Разумовская | Ольга Разумовская | Ольга Разумовская |  |  | Александр Боярский (1938—1980) | Александр Боярский (1938—1980) | Александр Боярский (1938—1980) | Александр Боярский (1938—1980) | Александр Боярский (1938—1980) | Александр Боярский (1938—1980) |  |  | Михаил Боярский (род. 1949)      | Михаил Боярский (род. 1949)      | Михаил Боярский (род. 1949)      | Михаил Боярский (род. 1949)      | Михаил Боярский (род. 1949)      | Михаил Боярский (род. 1949)      |  |  | Лариса Луппиан (род. 1953)     | Лариса Луппиан (род. 1953)     | Лариса Луппиан (род. 1953)     | Лариса Луппиан (род. 1953)     | Лариса Луппиан (род. 1953)     | Лариса Луппиан (род. 1953)     |  |  | Екатерина Боярская           | Екатерина Боярская           | Екатерина Боярская           | Екатерина Боярская           | Екатерина Боярская           | Екатерина Боярская           |
|                  |                  |                  |                  |                  |                  |  |  |                   |                   |                   |                   |                   |                   |  |  |                                |                                |                                |                                |                                |                                |  |  |                                  |                                  |                                  |                                  |                                  |                                  |  |  |                                |                                |                                |                                |                                |                                |  |  |                              |                              |                              |                              |                              |                              |
|                  |                  |                  |                  |                  |                  |  |  |                   |                   |                   |                   |                   |                   |  |  |                                |                                |                                |                                |                                |                                |  |  |                                  |                                  |                                  |                                  |                                  |                                  |  |  |                                |                                |                                |                                |                                |                                |  |  |                              |                              |                              |                              |                              |                              |
|                  |                  |                  |                  |                  |                  |  |  |                   |                   |                   |                   |                   |                   |  |  | Екатерина Боярская (род. 1978) | Екатерина Боярская (род. 1978) | Екатерина Боярская (род. 1978) | Екатерина Боярская (род. 1978) | Екатерина Боярская (род. 1978) | Екатерина Боярская (род. 1978) |  |  | Сергей Боярский (род. 1980)      | Сергей Боярский (род. 1980)      | Сергей Боярский (род. 1980)      | Сергей Боярский (род. 1980)      | Сергей Боярский (род. 1980)      | Сергей Боярский (род. 1980)      |  |  | Елизавета Боярская (род. 1985) | Елизавета Боярская (род. 1985) | Елизавета Боярская (род. 1985) | Елизавета Боярская (род. 1985) | Елизавета Боярская (род. 1985) | Елизавета Боярская (род. 1985) |  |  | Максим Матвеев (род. 1982)   | Максим Матвеев (род. 1982)   | Максим Матвеев (род. 1982)   | Максим Матвеев (род. 1982)   | Максим Матвеев (род. 1982)   | Максим Матвеев (род. 1982)   |
|                  |                  |                  |                  |                  |                  |  |  |                   |                   |                   |                   |                   |                   |  |  | Екатерина Боярская (род. 1978) | Екатерина Боярская (род. 1978) | Екатерина Боярская (род. 1978) | Екатерина Боярская (род. 1978) | Екатерина Боярская (род. 1978) | Екатерина Боярская (род. 1978) |  |  | Сергей Боярский (род. 1980)      | Сергей Боярский (род. 1980)      | Сергей Боярский (род. 1980)      | Сергей Боярский (род. 1980)      | Сергей Боярский (род. 1980)      | Сергей Боярский (род. 1980)      |  |  | Елизавета Боярская (род. 1985) | Елизавета Боярская (род. 1985) | Елизавета Боярская (род. 1985) | Елизавета Боярская (род. 1985) | Елизавета Боярская (род. 1985) | Елизавета Боярская (род. 1985) |  |  | Максим Матвеев (род. 1982)   | Максим Матвеев (род. 1982)   | Максим Матвеев (род. 1982)   | Максим Матвеев (род. 1982)   | Максим Матвеев (род. 1982)   | Максим Матвеев (род. 1982)   |
|                  |                  |                  |                  |                  |                  |  |  |                   |                   |                   |                   |                   |                   |  |  |                                |                                |                                |                                |                                |                                |  |  |                                  |                                  |                                  |                                  |                                  |                                  |  |  |                                |                                |                                |                                |                                |                                |  |  |                              |                              |                              |                              |                              |                              |
|                  |                  |                  |                  |                  |                  |  |  |                   |                   |                   |                   |                   |                   |  |  |                                |                                |                                |                                |                                |                                |  |  |                                  |                                  |                                  |                                  |                                  |                                  |  |  |                                |                                |                                |                                |                                |                                |  |  |                              |                              |                              |                              |                              |                              |
|                  |                  |                  |                  |                  |                  |  |  |                   |                   |                   |                   |                   |                   |  |  | Екатерина Боярская (род. 1998) | Екатерина Боярская (род. 1998) | Екатерина Боярская (род. 1998) | Екатерина Боярская (род. 1998) | Екатерина Боярская (род. 1998) | Екатерина Боярская (род. 1998) |  |  | Александра Боярская (род. 2008)  | Александра Боярская (род. 2008)  | Александра Боярская (род. 2008)  | Александра Боярская (род. 2008)  | Александра Боярская (род. 2008)  | Александра Боярская (род. 2008)  |  |  | Андрей Матвеев (род. 2012)     | Андрей Матвеев (род. 2012)     | Андрей Матвеев (род. 2012)     | Андрей Матвеев (род. 2012)     | Андрей Матвеев (род. 2012)     | Андрей Матвеев (род. 2012)     |  |  | Григорий Матвеев (род. 2018) | Григорий Матвеев (род. 2018) | Григорий Матвеев (род. 2018) | Григорий Матвеев (род. 2018) | Григорий Матвеев (род. 2018) | Григорий Матвеев (род. 2018) |